# Nicolaas II Hoen

Familiewapen Van Hoensbroeck

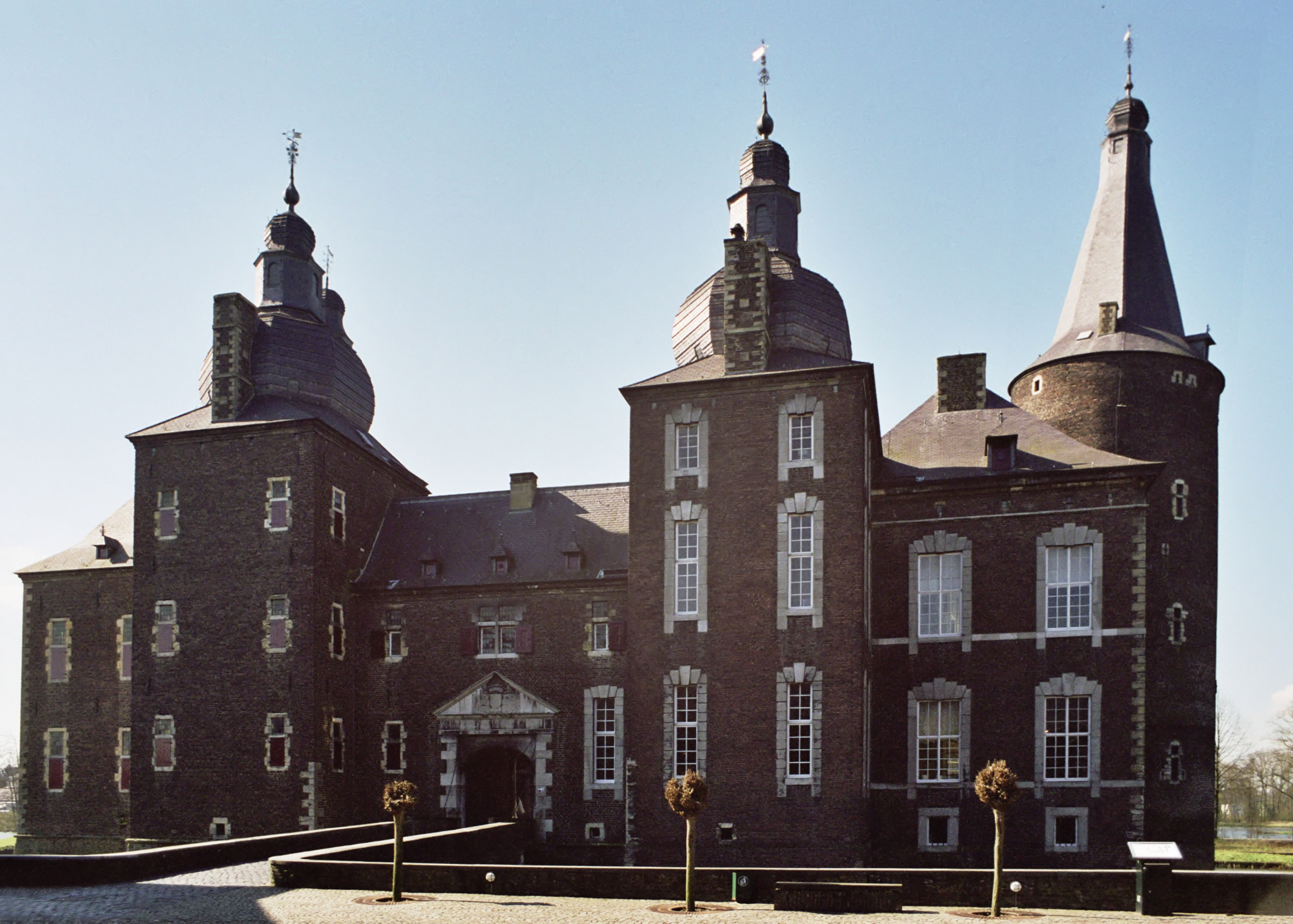
Kasteel Hoensbroek

Nicolaas II Hoen, ook wel Nicolaas of Claes van Hoensbroeck (1360-1428), was een ridder uit het adellijke geslacht Van Hoensbroeck. Hij was onder andere heer van Hoensbroek en hoogschout van Maastricht.

## Biografische schets
Nicolaas Hoen werd in 1360 geboren als zoon van Herman II van Hoensbroeck en Caecilia de Libra, erfvrouwe van Vischersweert, Spaubeek en Born.
In opvolging van zijn vader werd Nicolaas in 1404 tot aan zijn dood de tweede heer van Hoensbroek (heer ten Brueke) en kasteelheer van het door zijn vader gebouwde Kasteel Hoensbroek. Ook was hij Brabants hoogschout van Maastricht (1404-1413 en 1421-1427). In 1419 werd hij tevens leenheer van de leengoederen ter grootte van ca 32 bunder te Dieteren. Verder was hij ridder en drossaard van Millen.

## Huwelijk en nakomelingschap
Hij trouwde omstreeks 1379 met Aleijt Catharina (Adelheid) Maschereel van Rode (1363 - 22 april 1428), een zuster van Wijnand Maschereel van Rode. Beiden waren wettige kinderen van Johan I (Jan) van Maschereel (1330-1396), heer van Wijnandsrade, kastelein van het kasteel van Franchimont en proost van de Sint-Pieter en Pauluskerk in Bouillon, en Maria Lambertsdr. van Oupey (1332-?). Deze Maria van Oupey stamde uit een invloedrijk geslacht in het prinsbisdom Luik, gelieerd aan het Huis Warfusée. Zij was de dochter van Lambert IV van Oupeye, ridder van Oupeye en maarschalk van prins-bisschop Jan V van Arkel van Luik.
Uit het huwelijk van Nicolaas II Hoen en Aleijt Catharina Maschereel van Rode werden geboren:
- Johannes van Hoensbroeck (1380 - na 1463), ridder (1397), heer van Velroux en Plenevaux (1423), heer van half Hoensbroek (1434), heer van Dieteren (1441) en leenman van Beverst (1463)
- Cecilia Hoen (ca. 1386-1458), abdis van Munsterbilzen
- Herman III van Hoensbroeck (ca. 1390-1454), derde heer van Hoensbroeck (1428-1454), huwde Catharina van de Broich (ca. 1392-?), vrouwe van Daelhoff. Het huwelijk bleef kinderloos.
- Aleidis (Alida) Hoen van Hoensbroeck (ca. 1394-?)
- Nicolaas III van Hoensbroeck (ca. 1405-1473), vierde heer van Hoensbroeck (1454-1473) en heer van Haren, Ten Eelen en Sprelant
- Maria Hoen (ca. 1415-1460), erfvrouwe van Printhagen en Lummen. Zij trouwde met Johan III van Huyn Van Amsterade (ca. 1415-?), een zoon van Johan II (Jan) van Huyn van Amsterade (ca. 1383-?) en Johanna Maria van Gronsveld (ca. 1397-?). Deze was een dochter van Hendrik III van Gronsveld (1368-?).